# إيتشيكا شورو
إيتشيكا شورو (من مواليد 19 نوفمبر 1929) كانت ممثلة أفلام فرنسية. كانت في وقت من الأوقات على علاقة مع الحسن الثاني ملك المغرب والذي كان حينها وليا للعرش.

## قائمة الأفلام
| السنة | الفيلم                  | الدور                    | ملاحظات              |
| ----- | ----------------------- | ------------------------ | -------------------- |
| 1953  | الجانب الآخر من الجنة   | فيولين روميجو            |                      |
| 1953  | أنا فينتي               | سيمون                    |                      |
| 1953  | أبناء الحب              | آن ماري وجنيفيف          |                      |
| 1954  | ليه انترجانتس           | ماري                     |                      |
| 1954  | إسكالير دي الخدمة       | ماري لو                  |                      |
| 1954  | فتاة من باريس           |                          |                      |
| 1955  | فواكه الصيف             | جولييت جرافيير           |                      |
| 1955  | مستحيل السيد بيبليت     | جاكلين مارتن             |                      |
| 1956  | معرض النساء             | لودفين                   |                      |
| 1956  | كل المدينة تتهم         | كاثرين أرافيتي           |                      |
| 1956  | أضواء المساء            | كاثرين هيسلر             |                      |
| 1957  | أنا كولبيفولي           | ساندرا                   |                      |
| 1958  | داربي رينجرز            | أنجلينا دي لوتا / ديتمان |                      |
| 1958  | لافاييت اسكادريل        | رينيه بوليو              |                      |
| 1963  | بغاء                    | أولغا                    |                      |
| 1964  | أنجيليك ، ماركيز دي أنج | أورتونس                  |                      |
| 1966  | باريس في شهر غشت        | سيمون بلانتين            | (دور الفيلم النهائي) |

## وصلات خارجية
- إيتشيكا شورو على موقع IMDb (الإنجليزية)
- إيتشيكا شورو على موقع ألو سيني (الفرنسية)
- إيتشيكا شورو على موقع أول موفي (الإنجليزية)
- إيتشيكا شورو على موقع قاعدة بيانات الأفلام السويدية (السويدية)
- إيتشيكا شورو على موقع قاعدة بيانات الفيلم (الإنجليزية)
- إيتشيكا شورو على موقع كينوبويسك (الروسية)